# Orectognathus horvathi
Orectognathus horvathi é uma espécie de formiga do gênero Orectognathus, pertencente à subfamília Myrmicinae.